# Маркус, Эгертон
Эгертон Маркус (англ. Egerton Marcus; род. 2 февраля 1965, Джорджтаун) — канадский боксёр гайанского происхождения, представитель средней и полутяжёлой весовых категорий.
Выступал за сборную Канады по боксу во второй половине 1980-х годов, серебряный призёр летних Олимпийских игр в Сеуле, обладатель серебряной медали Кубка мира, трёхкратный чемпион канадского национального первенства, победитель и призёр многих турниров международного значения.
В период 1989—2007 годов успешно боксировал на профессиональном уровне, был претендентом на титул чемпиона мира IBF в полутяжёлом весе.

## Биография
Эгертон Маркус родился 2 февраля 1965 года в Джорджтауне, Гайана. Был третьим ребёнком в семье из пяти детей, имеет двоих братьев и двоих сестёр. В 1973 году вместе с родителями переехал на постоянное жительство в Канаду, юность провёл в Торонто, там же начал заниматься боксом — проходил подготовку в Академии бокса Онтарио.
Его дядя Чарльз Амос был достаточно известным боксёром, выступал на Олимпийских играх 1968 года в Мехико, а двоюродный брат Трой Росс — участник Олимпиад 1996 и 2000 годов, успешный боксёр-профессионал.

### Любительская карьера
Впервые Эгертон заявил о себе в 1984 году, став чемпионом Канады среди юниоров в средней весовой категории. Год спустя выиграл взрослое национальное первенство в полутяжёлом весе, вошёл в основной состав канадской национальной сборной и побывал на Кубке мира в Сеуле, откуда привёз награду серебряного достоинства — в решающем финальном поединке уступил советскому боксёру Нурмагомеду Шанавазову.
В 1986 году вернулся в средний вес и вновь одержал победу в зачёте канадского национального первенства. На международном уровне выиграл Кубок Канады в Монреале, получил серебряную медаль на международном турнире Симона Боливара в Каракасе, взял бронзу на турнире TSC в Берлине и на Мемориале Феликса Штамма в Варшаве. Боксировал на Играх Содружества в Эдинбурге и на чемпионате мира в Рино, но попасть здесь в число призёров не смог.
В 1987 году в третий раз подряд стал чемпионом Канады по боксу, отметился победами на Мемориале Феликса Штамма, на Открытом чемпионате Франции, на международном турнире «Таммер» в Тампере, на международном турнире Box Open в Стокгольме, где в финале взял верх над сильным советским средневесом Русланом Тарамовым.
Благодаря череде удачных выступлений удостоился права защищать честь страны на летних Олимпийских играх 1988 года в Сеуле — в категории до 75 кг благополучно прошёл первых четырёх соперников по турнирной сетке, в том числе одолел Свена Оттке из Западной Германии и Саида Хусейна Шаха из Пакистана на стадиях четвертьфиналов и полуфиналов соответственно, однако в решающем финальном поединке со счётом 0:5 потерпел поражение от представителя ГДР Генри Маске и получил таким образом серебряную олимпийскую медаль.

### Профессиональная карьера
Вскоре по окончании сеульской Олимпиады Маркус покинул расположение канадской сборной и в 1989 году успешно дебютировал на профессиональном уровне. Выступал преимущественно на территории США, в течение пяти лет одержал 14 побед подряд, в том числе завоевал и трижды защитил титул чемпиона Североамериканской боксёрской федерации (NABF) в полутяжёлом весе. Одна из самых значимых побед в этот период — победа над американским олимпийским чемпионом Эндрю Мейнардом досрочно в восьмом раунде.
Поднявшись в рейтингах, в 1995 году Эгертон Маркус получил право оспорить титул чемпиона мира по версии Международной боксёрской федерации (IBF), который на тот момент принадлежал немцу Генри Маске, сопернику Маркуса в финале Олимпийских игр. Канадский боксёр отправился в Германию и там вышел на ринг против Маске, теперь уже на профессиональном уровне. Противостояние между ними продлилось все отведённые 12 раундов, в итоге судьи единогласным решением отдали победу Маске, сохранив за ним чемпионский пояс.
Впоследствии Маркус пытался завоевать титул чемпиона Центральной Америки по версии Всемирного боксёрского совета (WBC), титул чемпиона Северной Америки по версии Всемирной боксёрской организации (WBO) и титул интерконтинентального чемпиона по версии Международной боксёрской организации (IBO), но все три чемпионских поединка проиграл.
В октябре 2001 года в бою за титул чемпиона Канады в первом тяжёлом весе потерпел поражение техническим нокаутом от соотечественника Донована Раддока, после чего принял решение завершить карьеру профессионального боксёра.
Ненадолго вернулся в профессиональный бокс в 2007 году, взяв верх над малоизвестным американским боксёром Карлом Гатрайтом.